# CRW (Musikprojekt)
CRW ist ein italienisches Musikprojekt im Bereich Progressive House und Trance, bestehend aus Andrea Remondini und Mauro Picotto. Das Duo ist auch unter den Pseudonymen Lesson Number 1, Megavoices und WWW bekannt.

## Karriere
Das Duo CRW ist vor allem für ihre Debütsingle „I Feel Love“ bekannt, die in den britischen Singlecharts auf Platz 15 kam. Die Single, die 1998 erst auf dem italienischen Inside Label erschien, wurde seither über 30 Mal veröffentlicht. Eine der bekanntesten Remixe war der R.A.F. Zone Mix, der auch als Soundtrack für die britische Filmkomödie Kevin & Perry Go Large verwendet wurde.
Mit „Lovin'“, „Like a Cat“ und „Precious Life“ hatte das Duo noch drei weitere Charterfolge in den britischen Charts. Bei den letzten beiden sowie für zwei weitere Singles wurde die Sängerin Veronica Coassolo verpflichtet.
Als Remix-Künstler bearbeitete das Duo hauptsächlich Produktionen vom Projekt-Mitglied Mauro Picotto. Weitere Remixe wurden von der Band York, Mario Più und Ferry Corsten produziert.
Nach dem Jahr 2002 war das Projekt lange Zeit inaktiv, bis im Januar 2010 das House-Stück „Relaxx“ unter dem Pseudonym WWW erschien.

## Diskografie

### Singles
- 1998: I Feel Love
- 1999: Computer Love  (als WWW)
- 2000: Sweet Dream
- 2000: After the Rain (pres. Veronika)
- 2000: Lovin'
- 2000: On the Beach (als Lesson Number 1)
- 2001: Precious Life (pres. Veronika)
- 2002: Like a Cat (feat. Veronika)
- 2002: Kiss Me More (feat. Veronika)
- 2010: Relaxx (als WWW)

### Remixe
- 1998: Mauro Picotto – Lizard
- 1999: Mauro Picotto – Iguana
- 1999: Mauro Picotto – Pulsar
- 2000: York – On the Beach
- 2000: Mauro Picotto – Komodo
- 2000: Mauro Picotto – Proximus (Medley with Adiemus)
- 2000: Mario Più – Techno Harmony
- 2000: System F – Cry
- 2001: Mauro Picotto – Like This Like That
- 2002: Mauro Picotto – Back to Cali